# Église Saint-Maurice de Sauto
Pour les articles homonymes, voir église Saint-Maurice.
L'église Saint-Maurice de Sauto est une église romane située à Sauto, dans le département français des Pyrénées-Orientales.

## Architecture

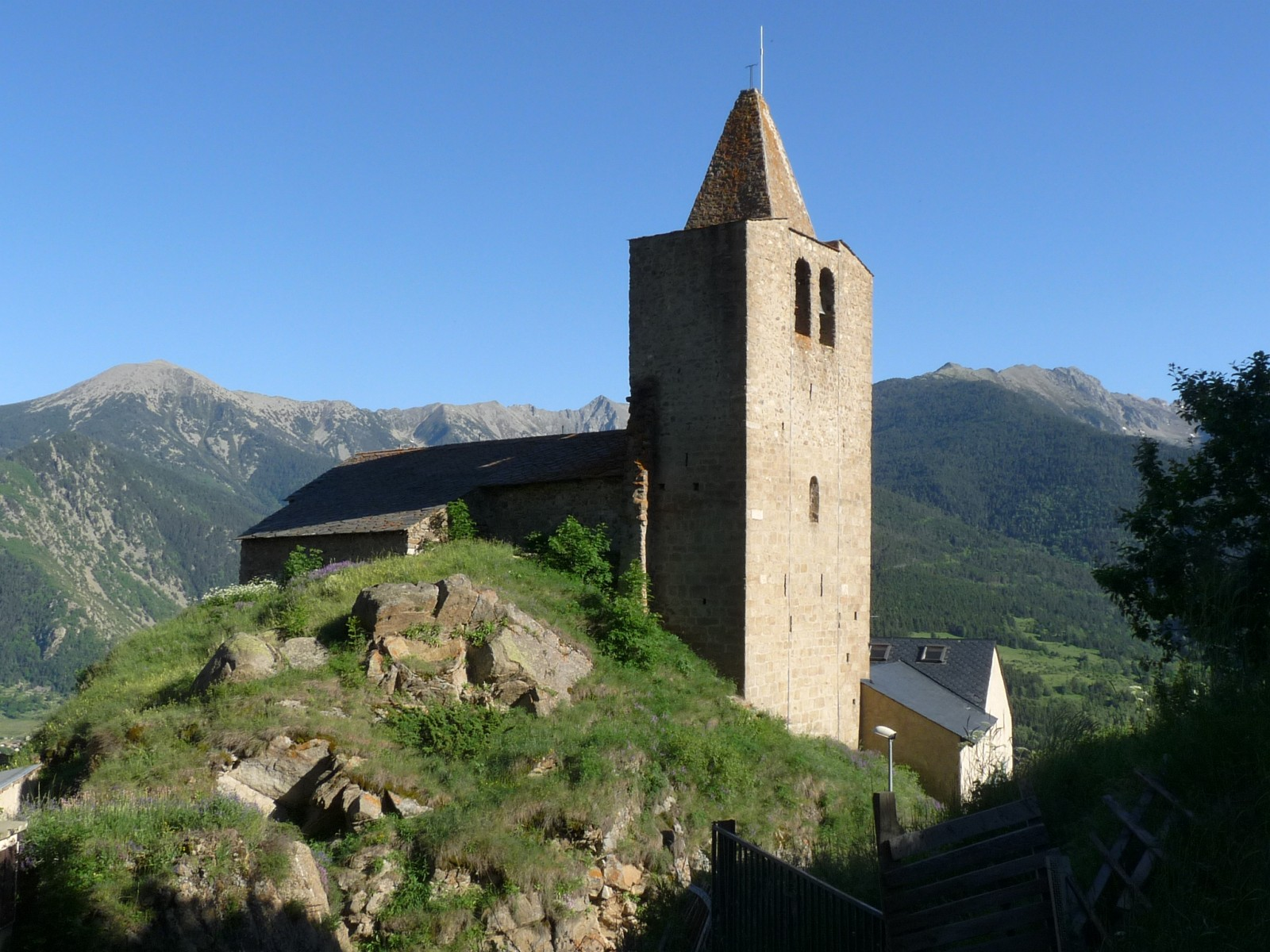
Vue du nord-est
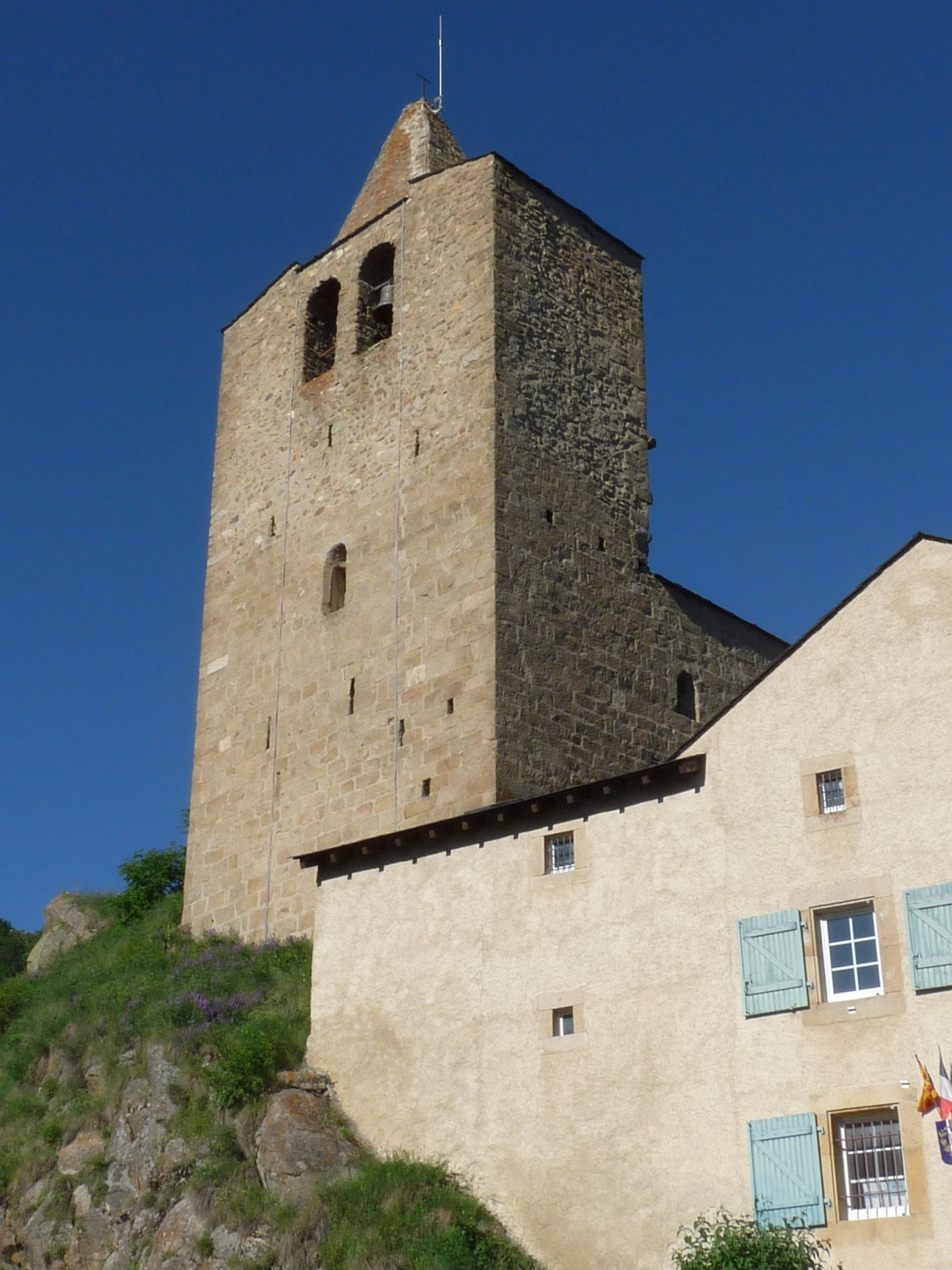
Le clocher

## Mobilier
Une douzaine d'œuvres situées dans l'église sont classées comme monuments historiques au titre objet, parmi lesquelles :
- une croix de procession en bois du XVIIe siècle ;
- le retable et plusieurs statues dont une Vierge à l'Enfant en bois polychrome du XIVe siècle ;
- des calices et encensoirs du XVe au XIXe siècle ;
- une cloche en bronze datant de 1448.